# Kuban Airlines
Kuban Airlines ou ALK en russe (AirLines of Kuban ou Avialinii Kubani)) est une ancienne compagnie aérienne russe basée à l'aéroport de Krasnodar.

## Historique
- S'est déclarée en faillite et a arrêté les opérations le 11 décembre 2012.

## Code data
- Association internationale du transport aérien AITA Code : GW
- Organisation de l'aviation civile internationale OACI Code : KIL
- Nom d'appel :

## Destinations
- La compagnie exploite 12 destinations régulières à travers la Russie, 4 destinations régulières sur l'international et 11 destinations charter.

## Flotte
La compagnie exploite différents types d'avions d'origine russe : 
- 6 Yakovlev Yak-42 (110 sièges : 16 business + 94 économie)
- 5 Yakovlev Yak-42D (110 sièges : 16 business + 94 économie)